# Mario Manzoni
Mario Manzoni   (Almenno San Bartolomeo, 14 de juliol de 1969) és un ciclista italià, ja retirat, que fou professional entre 1991 i 2004. En el seu palmarès destaca una victòria d'etapa al Giro d'Itàlia de 1997, així com una etapa de la Tirrena-Adriàtica i una del Tour de Romandia. Un cop retirat, ha dirigit diferents equips.

## Palmarès
- 1988
  - 1r al Piccolo Giro di Lombardia
  - 1r a la Coppa Stignani
- 1989
  - 1r a la Coppa Caduti Nervianesi
- 1990
  - 1r al Gran Premi Somma
  - 1r al Gran Premi Delfo
  - Vencedor d'una etapa de la Settimana Ciclistica Bergamasca
- 1992
  - 1r al Trofeu Masferrer
- 1993
  - Vencedor d'una etapa de la Ruta Mèxic
- 1994
  - Vencedor d'una etapa de la Tirrena-Adriàtica
- 1996
  - Vencedor d'una etapa del Tour de Romandia
- 1997
  - Vencedor d'una etapa del Giro d'Itàlia
- 1998
  - Vencedor d'una etapa del Giro del Trentino
  - Vencedor d'una etapa de la Settimana Ciclistica Bergamasca

### Resultats al Tour de França
- 1995. Abandona (4a etapa)

### Resultats a la Volta a Espanya
- 1991. Abandona

### Resultats al Giro d'Itàlia
- 1993. 121è de la classificació general
- 1995. 108è de la classificació general
- 1996. 86è de la classificació general
- 1997. Abandona (20a etapa). Vencedor d'una etapa
- 2000. 86è de la classificació general
- 2001. 116è de la classificació general
- 2002. 136è de la classificació general
- 2003. 80è de la classificació general
- 2004. 135è de la classificació general